# Super Bowl XXXIII
A Super Bowl XXXIII az 1998-as NFL-szezon döntője volt. A mérkőzést Pro Player Stadionban, Miamiban játszották 1999. január 31-én. A mérkőzést a Denver Broncos nyerte, amely így megvédte bajnoki címét.

## A döntő résztvevői
A Denver Broncos 14–2-es teljesítménnyel végzett az alapszakaszban, és az AFC első kiemeltjeként került a rájátszásba. Erőnyerőként csak a konferencia-elődöntőben kapcsolódott be, ahol a Miami Dolphinst verte a konferencia-elődöntőben, majd a konferencia-döntőben a New York Jets-et is otthon győzte le. A Broncos volt a címvédő. Hatodszor játszhatott a Super Bowlért, abból az első négyet elvesztette.
Az Atlanta Falcons 14–2-es teljesítménnyel végzett az alapszakaszban, de ezzel csak az NFC második kiemeltjeként jutott a rájátszásba, mert a Minnesota Vikings 15–1-es mutatóval zárt. Erőnyerőként csak a konferencia-elődöntőben kapcsolódott be, ahol a San Francisco 49erst verte, majd a konferencia-döntőben idegenben győzte le az első kiemelt Vikings-ot. A Falcons először játszhatott a Super Bowlért.

## A mérkőzés
A mérkőzést 34–19-re a Denver Broncos nyerte, amely második Super Bowl-győzelmét szerezte. A legértékesebb játékos a Broncos irányítója, John Elway lett.

| N | Idő                  | Drive                | Drive                | Drive                | Csapat               | Play leírása                                                                                 | Pont                 | Pont                 |                      |
| N | Idő                  | Play                 | Yard                 | Időtartam            | Csapat               | Play leírása                                                                                 | Broncos              | Falcons              |                      |
| - | -------------------- | -------------------- | -------------------- | -------------------- | -------------------- | -------------------------------------------------------------------------------------------- | -------------------- | -------------------- | -------------------- |
| 1 | 9:35                 | 10                   | 48                   | 5:25                 | Falcons              | Mezőnygól. Morten Andersen 32 yardról.                                                       | 0                    | 3                    |                      |
| 1 | 3:55                 | 10                   | 80                   | 5:40                 | Broncos              | Touchdown. Howard Griffith 1 yardos futás. Jason Elam jutalomrúgás.                          | 7                    | 3                    |                      |
|   |                      |                      |                      |                      |                      |                                                                                              |                      |                      |                      |
| 2 | 9:17                 | 11                   | 63                   | 4:58                 | Broncos              | Mezőnygól. Jason Elam 26 yardról.                                                            | 10                   | 3                    |                      |
| 2 | 4:54                 | 1                    | 80                   | 0:13                 | Broncos              | Touchdown. Rod Smith 80 yardos átadás John Elway-től. Jason Elam jutalomrúgás.               | 17                   | 3                    |                      |
| 2 | 2:25                 | 7                    | 38                   | 2:29                 | Falcons              | Mezőnygól. Morten Andersen 28 yardról.                                                       | 17                   | 6                    |                      |
|   |                      |                      |                      |                      |                      |                                                                                              |                      |                      |                      |
| 3 | nem volt pontszerzés | nem volt pontszerzés | nem volt pontszerzés | nem volt pontszerzés | nem volt pontszerzés | nem volt pontszerzés                                                                         | nem volt pontszerzés | nem volt pontszerzés | nem volt pontszerzés |
|   |                      |                      |                      |                      |                      |                                                                                              |                      |                      |                      |
| 4 | 14:56                | 5                    | 24                   | 1:50                 | Broncos              | Touchdown. Howard Griffith 1 yardos futás. Jason Elam jutalomrúgás.                          | 24                   | 6                    |                      |
| 4 | 11:20                | 3                    | 48                   | 1:17                 | Broncos              | Touchdown. John Elway 3 yardos futás. Jason Elam jutalomrúgás.                               | 31                   | 6                    |                      |
| 4 | 11:01                | –                    | –                    | –                    | Falcons              | Touchdown. Tim Dwight 94 yardos kezdőrúgás utáni visszahordás. Morten Andersen jutalomrúgás. | 31                   | 13                   |                      |
| 4 | 7:08                 | 7                    | 36                   | 3:53                 | Broncos              | Mezőnygól. Jason Elam 37 yardról.                                                            | 34                   | 13                   |                      |
| 4 | 2:04                 | 16                   | 76                   | 5:04                 | Falcons              | Touchdown. Terance Mathis 3 yardos átadás Chris Chandlertől. Rossz kétpontos kísérlet.       | 34                   | 19                   |                      |